# Koffler Gizella
Koffler Gizella (Budapest, 1951. október 6. –) magyar színésznő, bábszínész, logopédus.

## Filmjei

### Játékfilmek
- Pál Adrienn (2010)
- Hőség (2011)

### Tévéfilmek
- Kunkori és a kandúrvarázsló (1980)
- Süsü, a sárkány 2.-9.(1980-1984)
- A nagyeszű sündisznócska (1981)
- Százszorszép (1982)
- Nyúl a cilinderben (1983)
- Árgyílus királyfi és Tündér Ilona (1985)
- A vörös grófnő (1985)
- Dörmögőék kalandjai (1987-1997)
- Szomszédok (1993-1995)
- Öregberény (1994)
- Mintaapák (2020)
- Drága örökösök (2020)

## Szinkronszerepei

### Filmek
| Cím                                                           | Szereplő                                        | Színész                 |
| ------------------------------------------------------------- | ----------------------------------------------- | ----------------------- |
| 1408                                                          | Mrs. Clark                                      | Margot Leicester        |
| 15 perc hírnév                                                | Maggie                                          | Mindy Marin             |
| 15 perc hírnév                                                | Daphne ügyvédnője                               | Rikki Klieman           |
| 28 nap                                                        | Gwen és Lily édesanyja                          | Elizabeth Ruscio        |
| 8 milliméter                                                  | Michaelson szenátorasszony                      | Anne Gee Byrd           |
| 8 milliméter                                                  | Doreen Higgins                                  | Doris Brent             |
| A báránysültek hallgatnak                                     | Baltás nő a diliházban                          | Debra Christofferson    |
| A császárok klubja                                            | Miss Johnston                                   | Helen Carey             |
| A császárok klubja                                            | Miss Peters                                     | Molly Regan             |
| A Da Vinci-kód                                                | Amerikai nő                                     | Serretta Wilson         |
| A Keresztapus                                                 | Caroline Cromwell                               | Sybil Lines             |
| A királynő                                                    | A királynő öltöztetőnője                        | Amanda Hadingue         |
| A közellenség                                                 | Ruthie                                          | Elizabeth Berman        |
| A lekoptathatatlan                                            | Mama                                            |                         |
| A majmok bolygója (2001)                                      | Grace Alexander alezredes                       | Anne Ramsay             |
| A part                                                        | Takarítónő                                      | Somboon Phutaroth       |
| A Pelikán ügyirat                                             | Sara Ann Morgan                                 | Michelle O`Neill        |
| A Pelikán ügyirat                                             | Egyetemi irodavezetőnő                          | Franchelle Stewart Dorn |
| A Pelikán ügyirat                                             | W & B titkárnő                                  | Jurian Hughes           |
| A Pelikán ügyirat                                             | Magee Hickey                                    | Magee Hickey            |
| A titkok kulcsa                                               | Idős nő                                         |                         |
| A varázslótanonc                                              | Kínai nő                                        | Wai Ching Ho            |
| A Vaslady                                                     | Beatrice Roberts                                | Emma Dewhurst           |
| A vér kötelez                                                 | Laurie                                          | Rebecca Tilney          |
| Áldott a gyermek                                              | Maria                                           | Anne Betancourt         |
| Álmatlanság                                                   | Halottkém                                       | Paula Shaw              |
| Álmok otthona                                                 | Sadie                                           | Lynne Griffin           |
| Amerikai pite 2.                                              | Natalie anyja                                   | Lee Garlington          |
| Amerikai pite 2.                                              | Anya                                            | Nancy Stone             |
| Amerikai pite: Az esküvő                                      | Művelt eladónő                                  | Antoinette Spolar       |
| Amerikai pite 7. – A szerelem Bibliája                        | Eladónő                                         | Carrie Keagan           |
| Apáca-show                                                    | Mary Robert nővér                               | Wendy Makkena           |
| Apáca show 2. – Újra virul a fityula                          | Mary Robert nővér                               | Wendy Makkena           |
| Árnyékfeleség                                                 | Vera                                            | Bertha Leveron          |
| Átkozott boszorkák                                            | Elhagyott hölgy                                 | Annabella Price         |
| Austin Powers – Aranyszerszám                                 | Frau Farszagú                                   | Mindy Sterling          |
| Az angol beteg                                                | Hampton asszony                                 | Amanda Walker           |
| Az angyal                                                     | Rabineau felügyelő                              | Charlotte Cornwell      |
| Az éj színe                                                   | Michelle                                        | Kathleen Wilhoite       |
| Az éjszaka urai                                               | Amada anyja (Wotn)                              | Miriam Cruz             |
| Az élet háza                                                  | Titkárnő                                        | Tannis Benedict         |
| Az ember, aki túl keveset tudott                              | Sylvia                                          | Sarah Crowden           |
| Az órák                                                       | Barbara a virágüzletben                         | Eileen Atkins           |
| Az ördög maga                                                 | Frankie édesanyja                               | Gabrielle Reidy         |
| Az utolsó vacsora                                             | Abortuszellenes aktivista                       | Rachel Chagall          |
| Az utolsó vacsora                                             | Műveletlen könyvtáros                           | Pamela Gien             |
| Betépve                                                       | Bírónő Chicago-ban                              | Dorothy Lyman           |
| Betty nővér                                                   | Darlene                                         | Susan Barnes            |
| Bolond szél fúj                                               | Tracey Verna                                    | Beth Broderick          |
| Boogie nights                                                 | Little Bill felesége                            | Nina Hartley            |
| Bosszúból jeles                                               | Miss Gold                                       | Vivica A. Fox           |
| Boszorkányok pedig vannak (Boszorkányszerelem)                | Chloé néni                                      | Eléonore Hirt           |
| Chicago                                                       | Mrs. Borusewitz                                 |                         |
| Cliffhanger – Függő játszma                                   | Kincstári titkárnő                              | Rosemary Dunsmore       |
| Csak barátok                                                  | Carol Brander                                   | Julie Hagerty           |
| Csodák utcája                                                 | Doña Flor                                       | Gina Morett             |
| Danielle Steel: Szívdobbanás                                  | Doktornő                                        |                         |
| Danielle Steel: Sztár                                         | Frances Hill                                    | Jane Daly               |
| Doktor Szöszi                                                 | Callahan asszisztense                           | Ondrea De Vincentis     |
| Egy boltkóros naplója                                         | Hayley                                          | Julie Hagerty           |
| Egy makulátlan elme örök ragyogása                            | Hollis                                          | Deirdre O`Connell       |
| Egy varázslatos karácsony                                     | Mrs. Hickey                                     | Jenny O'Hara            |
| Eladó a családom (2009)                                       | Loretta                                         | Jennifer Van Horn       |
| Elcserélt életek (2008)                                       | Mrs. Fox                                        | Pamela Dunlap           |
| Életre-halálra                                                | Caldwell felesége                               | Lynn Wilde              |
| Életre-halálra                                                | Kórházi pénztárosnő                             | Karen Vaccaro           |
| Élve eltemetve                                                | Maryanne Conroy (hangja)                        | Warner Loughlin         |
| Esküvő Monszun idején                                         | Vijaya Puri                                     | Ira Pandey              |
| Fekete könyv                                                  | Mrs. Tjepkema                                   | Marisa Van Eyle         |
| Fekete Villám                                                 | Alec édesanyja                                  | Teri Garr               |
| Féktelen balfékek                                             | Miss Celestine                                  | Doreen Keogh            |
| Féktelenül (1994)                                             | Mrs. Kamino                                     | Natsuko Ohama           |
| Férfibecsület                                                 | Ella, Carl anyja                                | Lonette McKee           |
| Gattaca                                                       | Cavendish                                       | Cynthia Martells        |
| Gattaca                                                       | Tanárnő az iskola előkészítőben                 | Elizabeth Dennehy       |
| Griffin és Phoenix (2006)                                     | Doktornő                                        | Adriane Lenox           |
| Grimm                                                         | Piroska nagymamája                              | Drahomira Fialkova      |
| Hármasban szép az élet                                        | Lenore                                          | Deborah Rush            |
| Határok nélkül (2003)                                         | Mrs. Bauford                                    | Kate Trotter            |
| Hetedik                                                       | Sara nyomozó                                    | Emily Wagner            |
| Hogy veszítsük el barátainkat és idegenítsük el az embereket? | Mrs. Kowalski                                   | Miriam Margolyes        |
| Ideglelés - The Blair Witch Project                           | Mary Brown                                      | Patricia DeCou          |
| Idétlen időkig                                                | Bemondónő                                       | Carol Bivins            |
| Ínyencfalat                                                   | TV-riporter (Delirious)                         | Stephanie Segal         |
| Iris - Egy csodálatos női elme                                | Maureen, Hostess                                | Angela Morant           |
| James Bond: Holdkelte                                         | Velencei tárlatvezető                           | Anne Lonnberg           |
| James Bond: Soha ne mondd, hogy soha                          | Miss Moneypenny                                 | Pamela Salem            |
| Jerry Maguire - A nagy hátraarc                               | Wendy                                           | Nada Despotovich        |
| Julie DeMarco                                                 | Tom édesanyja                                   | Carol Kane              |
| K-PAX - A belső bolygó                                        | Rendőrnő a pályaudvaron                         | Olga Merediz            |
| KicsiKÉM - Sir Austin Powers 2. - A rém, aki szeretett engem  | Frau Farszagú                                   | Mindy Sterling          |
| Kísérleti patkányok                                           | Cynthia Clark                                   | Susan Hogan             |
| Kísértés két szólamban                                        | Maryann Hill                                    | Faith Evans             |
| Kisiklottak                                                   | Ingatlanügynöknő                                | Jennifer Joan Taylor    |
| Komputerkémek                                                 | Bankpénztárosnő                                 | Denise Dowse            |
| Komputerkémek                                                 | Telefonközpontos, Országos Biztonsági Ügynökség | Lori Hall               |
| Közönséges bűnözők                                            | Edie Finneran                                   | Suzy Amis               |
| Kutyába se veszlek (A veszett kutya)                          | Vak hölgy                                       | Fay DeWitt              |
| Különvélemény                                                 | Dr. Katherine James                             | Ann Ryerson             |
| Leány gyöngy fülbevalóval                                     | Griet anyja                                     | Gabrielle Reidy         |
| Lelkes testcsere                                              | Miss Bidermeyer                                 | Kathryn Haggis          |
| Macska-jaj                                                    | Dadan egyik nővére                              |                         |
| Majd elválik                                                  | Pincérnő                                        | Martha Long             |
| Mezsgye                                                       | Sarah                                           | Moira Price             |
| Nevem Sam                                                     | Miss Wright                                     | Wendy Phillips          |
| Novocaine                                                     | Bemondónő                                       | Mary Ann Childers       |
| Otthon, biztonságban                                          | Lexi anyja                                      | Jenny O`Hara            |
| Ouija                                                         | Nona                                            | Vivis Colombetti        |
| Öri-hari                                                      | Inn tulajdonosnő                                | Arlene Meadows          |
| Őrült és gyönyörű                                             | Rosa                                            | Ana Argueta             |
| Őrült város                                                   | Miss Rose                                       | Tammy Lauren            |
| Párizs, szeretlek!                                            | Nagymama                                        |                         |
| Párizs, szeretlek!                                            | Eladó                                           |                         |
| Pillangó-hatás                                                | Mrs. Kagan                                      | Kendall Cross           |
| Rémálom az Elm utcában (2. szinkron)                          | Mrs. Lantz                                      | Sandy Lipton            |
| Richie Rich – Rosszcsont beforr                               | Ms. Fairchild                                   | Dawn Maxey              |
| Rocksuli                                                      | Summer anyja                                    | Joanna Adler            |
| Sorsjegyesek                                                  | Carol                                           | Ann Dowd                |
| Száll a kakukk fészkére                                       | Éjszakás nővér                                  | Kay Lee                 |
| Szemtől szemben (1995)                                        | Nővér a gyermekkórházban                        | Terry Miller            |
| Szenvedélyek viharában (2. szinkron)                          | Pet Decker                                      | Tantoo Cardinal         |
| Szerelem a négyzeten                                          | Madelaine                                       | Faith Prince            |
| Szerelem sokadik látásra                                      | Christine                                       | Molly Cheek             |
| Széttört szívek háza                                          | Mei első nagynénje                              |                         |
| Szigorúan bizalmas                                            | Ginger, Jack titkárnője                         |                         |
| Ellis Loew kerületi ügyész titkárnője                         | Irene Roseen                                    |                         |
| Szőr Austin Powers: Őfelsége titkolt ügynöke                  | Frau Farszagú                                   | Mindy Sterling          |
| Tappancsok                                                    | Deidre nővér                                    | Julie Godfrey           |
| Tappancsok                                                    | Carla                                           | Rebel Penfold-Russell   |
| Terminátor 3. – A gépek lázadása                              | Betsy                                           | Moira Harris            |
| Több mint testőr                                              | Anya az étteremnél                              | Shelley A. Hill         |
| Tökös tekés                                                   | Mrs. Boorg                                      | Prudence Wright         |
| Tudom, mit tettél tavaly nyáron                               | Mrs. James                                      | Deborah Hobart          |
| Túl a barátságon                                              | Fayette Newsome                                 | Mary Liboiron           |
| Túszharc (1. szinkron)                                        | Maria                                           | Vicky Hernández         |
| Vezet a ritmus                                                | Rock édesanyja                                  | Alison Sealy-Smith      |
| Vírus                                                         | Mrs. Jeffries                                   | Gina Menza              |
| Wimbledon - Szerva itt, szerelem ott                          | Lydice Kenwood                                  | Celia Imrie             |
| Zorro legendája                                               | Marie                                           | Mar Carrera             |
| Zuhanás (1999)                                                | Cassie                                          | Davenia McFadden        |

### Sorozatok
| Cím                  | Szereplő                      | Színész               |
| -------------------- | ----------------------------- | --------------------- |
| A bosszú álarca      | Pamela Duarte                 | Miriam Enríquez       |
| A szerelem ösvényei  | Cynthia Vale                  | Silvia Valdéz         |
| Barátok és szerelmek | Clemencia Castañón            | Rosa María Bianchi    |
| Csillagközi romboló  | Ellen Tigh                    | Kate Vernon           |
| Dallas (1978–1991)   | Teresa (Dallas)               | Roseanna Christiansen |
| Elbűvölő szerelem    | Pastora Alicia Rubilar        | Jeannette Lehr        |
| Office               | Phyllis Lapin                 | Phyllis Smith         |
| Szex és New York     | Dr. G Shapiro                 | Elzbieta Czyzewska    |
| Szex és New York     | nőgyógyász (Szex és New York) | Marisa Redanty        |
| Szívek szállodája    | Gypsy                         | Rose Abdoo            |

### Rajzfilmek
| Cím                             | Szereplő       | Színész           |
| ------------------------------- | -------------- | ----------------- |
| Az oroszlánkirály               | Sarafina       | Zoe Leader        |
| Herkules                        | Klió           | Vanéese Y. Thomas |
| Lilo és Stitch - A csillagkutya | Mentőhölgy     | Susan Hegarty     |
| Tarzan                          | Terk édesanyja |                   |